# ジャクソン郡 (ノースカロライナ州)
ジャクソン郡（ジャクソンぐん、英: Jackson County）は、アメリカ合衆国ノースカロライナ州の西部に位置する郡である。2010年国勢調査での人口は40,271人であり、2000年の33,121人から21.6%増加した。郡庁所在地はシルバ町（人口2,588人）であり、同郡で人口最大の町は国勢調査指定地域であるカラウィ（人口6,228人）である。当初の郡庁所在地はウェブスターだったが、1913年から現在のシルバに変わった。

## 歴史
ジャクソン郡は1851年にヘイウッド郡とメイコン郡の一部を合わせて設立された。郡名は1829年から1837年までアメリカ合衆国大統領を務めたアンドリュー・ジャクソンに因んで名付けられた。当初の郡政委員会はスコットクリーク郡区ベータ町のダン・ブライソンの家で開かれ、翌年にはウェブスターに移された。
1861年、ジャクソン郡とヘンダーソン郡のそれぞれ一部を合わせてトランシルベニア郡が設立された。1871年、メイコン郡とジャクソン郡の一部を合わせてスウェイン郡が作られた。1913年、シルバが郡庁所在地になった。

## 郡政府
ジャクソン郡は地域の自治体委員会であるサウスウェスタン委員会のメンバーである。
郡内にはチェロキー族東部バンドの居留地であるクアラ・バウンダリーの部分があり、郡や州の法ではなく、部族と連邦政府の法に従っている。

## 地理
アメリカ合衆国国勢調査局に拠れば、郡域全面積は494平方マイル (1,279.5 km2)であり、このうち陸地491平方マイル (1,271.7 km2)、水域は4平方マイル (10.4 km2)で水域率は0.77%である。

### 郡区
ジャクソン郡は15の郡区に分割されている。
- バーカーズクリーク郡区、郡区内に発して流れ、タッカシギー川に注ぐクリークから名前が採られた。町はディックスクリーク、バーカーズクリーク、ウィルモントがあり、4車線上下分離のアメリカ国道74号線と同23号線が合流して郡区内を通っている。
- カナダ郡区、高い尾根、狭い谷、鋭い峰があることから名付けられた。タッカシギーの東支流が流れ、リバー郡区に入ってから西支流と合流してタッカシギー川となる。ベア、ウルフ、タナシークリーク、シーダークリフの4つの湖がある。州道281号線が通り、郡の中では最も遠隔の地にある。
- ケイニーフォーク郡区、郡区内を流れ、イーストラポートでタッカシギー川に注ぐクリークから名前が採られた。幹線道はケイニーフォーク道路である。
- キャシアズ郡区、失われた馬から名前が採られた。キャシアズの町とパンサータウンバレー、ホワイトサイドコーブ、フェアフィールド、サファイアの集落がある。州道107号線と国道64号線が通る。北部の尾根が東部大陸分水界であり、キャシアズ、カナダ、グレンビル各郡区との境になっている。シャトゥーガ、ホースパスチャートクサウェイ各河川が発して流れている。
- カラウィ郡区、チェロキー族が谷につけた名前がなまって現在の名称になった。当初の意味は「ユリの谷」あるいは「ノスリの谷」である。ユリの谷という名前が通常使われている。州道107号線、同旧道、同代替路が郡区内を通る。107号線は4車線道路である。ウェスタンカロライナ大学があり、フォレストヒルズ村、スピードウェル、オールドカラウィロード、バザーズルースト、ディックスギャップの集落がある。郡内でも最初に白人が入植した地域の1つである。2000年国勢調査では人口最大の郡区である。タッカシギー川とカラウィ・クリークが流れ、オールドカラウィロード近くで合流する。
- ディルズボロ郡区、ディルズボロの町を設立したディルズ家に因む命名。北西をスコッツ・クリークが流れタッカシギー川に注ぐ。アメリカ国道74号線と同23号線、国道441号線、州道107号線が2つの交差点で合流する。
- グリーンズクリーク郡区、郡区内の大半を流れ、サバンナ・クリークに注ぐクリークから名前が採られた。西境界に沿って4車線の国道441号線が通っている。グリーンズクリークが中央を抜けている。
- ハンバーグ郡区、砦かつグレン日の最初の名前から採られた。州道107号線が通っている。かつては大きな谷だったが、1941年に水が満たされ、グレンビル湖ができた。タッカシギー川西支流の水源があり、北のリバー郡区に流れている。
- マウンテン郡区、カラウィ山から採られた。州道107号線代替路が通っている。カラウィ・クリークの水源があり、北のカラウィ郡区に流れ、タッカシギー川に注いでいる。
- クアラ郡区、チェロキー族が占めるクアラ・バウンダリーから採られた。アメリカ国道441号線、同19号線、同74号線と23号線が通っている。クアラ、バードタウン、ソコ、ウィッティア、インディアンヒルズ、ウィルモントの集落が少なくとも一部は入っている。
- リバー郡区、タッカシギー川から採られた。郡区内で2つの川が合流している。州道107号線と同281号線が通っている。タッカシギーの集落がある。
- サバンナ郡区、サバンナ・クリークから採られた。ビューポイント、パンプキンタウン、サバンナ、フォートウィルダネスの集落がある。4車線の国道441号線が通っている。
- スコッツクリーク郡区、郡区内に水源があり、郡区内を流れシルバ郡区に入るスコッツクリークから採られた。アメリカ国道74号線と23号線と旧19号線が、郡区内のバルサム、ウィレッツ、オーカーヒル、アディ、ベータの集落を通っている。マーフィ鉄道も通っている。
- シルバ郡区、郡区内にあるシルバ町と同様、ウィリアム・D・シルバに因む命名。アメリカ国道107号線、同74号線と23号線が通っている。ジャクソン郡庁舎と図書館もある。スコッツクリークが流れ、ディルズボロに出ていく。
- ウェブスター郡区、ウェブスターの町があり、当初は郡の地理的重心にあった。スウェイン郡とトランシルベニア郡が設立された後は、地理的重心がカラウィ郡区に移った。長い間郡内唯一の町だった。州道116号線と同107号線が通っている。1851年から1913年まで郡庁舎があったが、その後はシルバに移った。

### 交通

#### 主要高規格道路
郡北部を東西に横切る主要道路がグレート・スモーキー・マウンテンズ・イクスプレスウェイであり、郡庁所在地のシルバと東はウェインズビルやアシュビル、西はチェロキー、アンドリューズ、マーフィーとを結んでいる。州道107号線はシルバとウェスタンカロライナと南のキャシアズとを結んでいる。アメリカ国道64号線は郡南部を東西に走り、キャシアズから東のブレバード、西のハイランズを繋いでいる。
- アメリカ国道19号線
- アメリカ国道23号線
- アメリカ国道64号線
- アメリカ国道74号線
- アメリカ国道441号線
- ノースカロライナ州道107号線
- ノースカロライナ州道215号線
- ノースカロライナ州道281号線

#### 鉄道
ノーフォーク・サザン鉄道がジャクソン郡のマーフィ支線の部分を運行しており、国内他地域と鉄道で結んでいる。シルバでは、ノーフォーク・サザン鉄道がグレート・スモーキー・マウンテンズ鉄道と接続している。この2つの線の接続はジャクソン製紙会社近くで行われている。グレート・スモーキー・マウンテンズ鉄道はディルズボロからアンドリューズまでのマーフィ支線残り部分を運行している。

#### 空港
郡内には、ジャクソン郡空港がカラウィの東1マイル (1.6 km) にある。

### 隣接する郡
- ヘイウッド郡 - 北東
- トランシルベニア郡 - 東
- オコニー郡 (サウスカロライナ州) - 南
- メイコン郡 - 西
- スウェイン郡 - 北西

### 国立保護地域
- ブルーリッジ・パークウェイ（部分）
- ナンタハラ国立の森（部分）

## 人口動態
以下は2010年の国勢調査による人口統計データである。
| 基礎データ - 人口: 40,271人 - 世帯数: 13,191 世帯 - 家族数: 8,587 家族 - 人口密度: 26人/km2（68人/mi2） - 住居数: 19,291軒 - 住居密度: 15軒/km2（39軒/mi2） 人種別人口構成 - 白人: 85.68% - アフリカン・アメリカン: 1.67% - ネイティブ・アメリカン: 10.20% - アジア人: 0.51% - 太平洋諸島系: 0.02% - その他の人種: 0.55% - 混血: 1.38% - ヒスパニック・ラテン系: 1.74% 先祖による構成 - アメリカ人：18.5% - イギリス系：13.7% - アイルランド系：11.3% - ドイツ系：10.5% - スコットランド・アイルランド系：9.2% 言語による構成 - 英語：95.3% - スペイン語：2.1% - チェロキー語：1.5% | 年齢別人口構成 - 18歳未満: 19.0% - 18-24歳: 17.9% - 25-44歳: 24.4% - 45-64歳: 25.0% - 65歳以上: 13.8% - 年齢の中央値: 36歳 - 性比（女性100人あたり男性の人口） - 総人口: 95.4 - 18歳以上: 93.1 世帯と家族（対世帯数） - 18歳未満の子供がいる: 25.5% - 結婚・同居している夫婦: 51.4% - 未婚・離婚・死別女性が世帯主: 10.0% - 非家族世帯: 34.9% - 単身世帯: 27.0% - 65歳以上の老人1人暮らし: 9.8% - 平均構成人数 - 世帯: 2.30人 - 家族: 2.79人 | 収入と家計 - 収入の中央値 - 世帯: 32,552米ドル - 家族: 40,876米ドル - 性別 - 男性: 27,738米ドル - 女性: 22,029米ドル - 人口1人あたり収入: 17,582米ドル - 貧困線以下 - 対人口: 15.1% - 対家族数: 9.5% - 18歳未満: 15.7% - 65歳以上: 15.2% |

## 都市と町

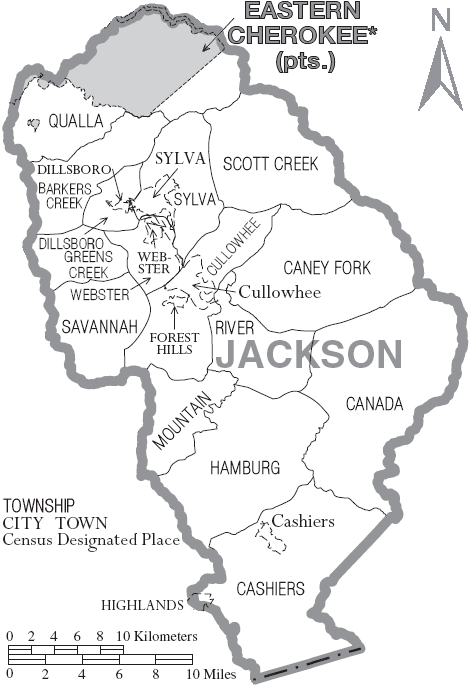
ジャクソン郡の自治体と郡区

| - バルサム（未編入、スコットクリーク郡区） - キャシアズ（国勢調査指定地域、キャシアズ郡区） - カラウィ（国勢調査指定地域、カラウィ郡区） - ディルズボロ（法人化町、ディルズボロ郡区 | - フォレストヒルズ（村） - グレンビル（国勢調査指定地域、ハンバーグ郡区） - ハイランズ（法人化町、10%がキャシアズ郡区） | - サバンナ（未編入） - シルバ（法人化町、シルバ郡区） - 郡庁所在地 - ウェブスター（法人化町、ウェブスター郡区） |

## 教会s
バフクリーク・バプテスト教会がシルバのすぐ外にある。小さな保守的教会であり、家族的な雰囲気がある。
グレース・コミュニティ教会は当世風礼拝を行う新しい教会であり、シルバ・インで集会を行う。裕福な人々が信徒である。
ディックスクリークは、国道74号線近く、ディルズボロの西にある道路と集落である。この道路を1.5マイル (2.4 km) 上ると、右に1903年建築のディックスクリーク・バプテスト教会がある。1946年までは教会と学校として使われていた。2009年時点で礼拝が行われている。
ライフウェイ・コミュニティ教会はシルバ中心街の中央部にある。無会派の教会であり、毎週日曜日朝にその構内で集まり、水曜日の夜にはジャクソン郡やスウェイン郡から小さな集団の会合が開かれている。

## 大衆文化の中で
郡内で幾つかの映画が撮影されてきた。1993年にはハリソン・フォードとトミー・リー・ジョーンズが主演したアクションと冒険の映画『逃亡者』が撮影され、1972年には『脱出』、1996年にはジャック・レモンとジェームズ・ガーナーが主演したコメディ『My Fellow Americans』が撮影された。
- 『逃亡者』の列車事故シーンはディルズボロのグレート・スモーキー・マウンテンズ鉄道沿線で撮影された。ディルズボロから観光列車にのるとそのセットを見ることができる。後半の小さな病院のシーンはシルバのハリス地域病院で撮影された。
- グレート・スモーキー・マウンテンズ鉄道は『My Fellow Americans』でも使われた。NCAAの準決勝に向かうノースカロライナ大学チャペルヒル校のファンで一杯の貸切列車で、主人公が出会った。
- シルバ中心街の裏町が『脱出』の短い運転シーンで使われた。
- ロン・ラッシュの2008年の小説『セレナ』ではジャクソン郡が舞台になっている。